# Passage Dumas
Le passage Dumas est une voie du 11e arrondissement de Paris, en France.

## Situation et accès
Le passage Dumas est situé dans le 11e arrondissement de Paris. Il débute au 213, boulevard Voltaire et se termine au 22, rue Voltaire.

## Origine du nom
Cette voie doit son nom au voisinage de la rue Alexandre-Dumas. 

## Historique
Le passage est créé en 1823, sous le nom d'« impasse des Jardiniers ». Il prend sa dénomination actuelle par arrêté du 1er février 1877 et est ouvert à la circulation publique par arrêté du 23 juin 1959.